# 萬希泉
萬希泉鐘錶有限公司，2011年創立於香港的一個陀飛輪腕錶製造商，沈慧林为其創辦人兼行政總裁，其产品在香港、中国大陆、台灣、日本、瑞士、美國、迪拜等国家和地区均有销售。

## 历史
2011年，沈慧林在香港创立萬希泉鐘錶有限公司。
2015年，该公司設立自家廠房「萬希泉陀飛輪研發室」。
2016年，萬希泉成為香港唯一代表，入圍瑞士日內瓦鐘表大賞GPHG。

## 产品
该公司的主要产品为“萬希泉”（Memorigin）牌陀飛輪手錶，产品设计上主张展现中西合璧特色，曾推出「龍鳳呈祥」、「古董木雕」、「生肖」等系列的产品。另外，该公司也注重与中外名人或機構合作开发主題腕表，曾与華納兄弟合作推出「蝙蝠俠」及「超人」系列，与孩之寶推出「變形金剛」系列，与迪士尼卢卡斯影业推出「星球大戰」系列腕表。

## 荣誉
2018年，萬希泉获得“香港名牌”奖项。